# 1752 en musique classique
| \| • Retour à la chronologie générale de la musique classique • \| |
| Grèce • Rome • Haut Moyen Âge • VIIIe siècle • IXe siècle • Xe siècle • XIe siècle XIIe siècle • XIIIe siècle • XIVe siècle • XVe siècle • XVIe siècle • XVIIe siècle XVIIIe siècle • XIXe siècle • XXe siècle • XXIe siècle |
| • Retour à la chronologie générale de la musique classique • |

| Années en musique classique : 1749 - 1750 - 1751 - 1752 - 1753 - 1754 - 1755    |
| Décennies en musique classique : 1720 - 1730 - 1740 - 1750 - 1760 - 1770 - 1780 |

## Événements
- 26 février : création de Jephtha, oratorio de Georg Friedrich Haendel au Covent Garden de Londres.
- 1er août : La serva padrona, opéra-bouffe de Pergolèse représentée à Paris par une troupe italienne est à l'origine de la Querelle des Bouffons opposant partisans du style français (Rameau) appuyés par le roi et ceux du style italien, sous le patronage de la reine (1752-1754).
- 18 octobre : Le Devin du village, intermède musicale de Jean-Jacques Rousseau est donné pour la Cour à Fontainebleau.
- 4 novembre : La clemenza di Tito (la Clémence de Titus) opéra de Gluck, est présenté à Naples.
- Première représentation d'Hypsipyle, opéra de Christoph Willibald Gluck à l'occasion du carnaval de Prague.
- Éléments de musique théorique et pratique suivant les principes de M. Rameau de d’Alembert.
- Début de la Querelle des Bouffons (1752-1754).

## Naissances

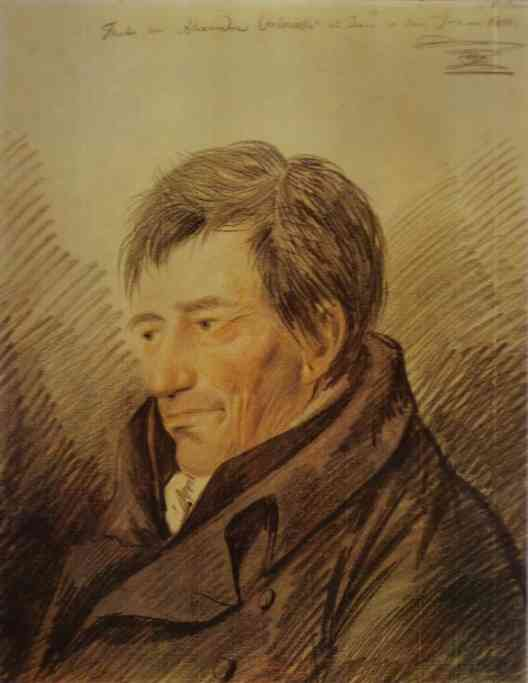
Muzio Clementi

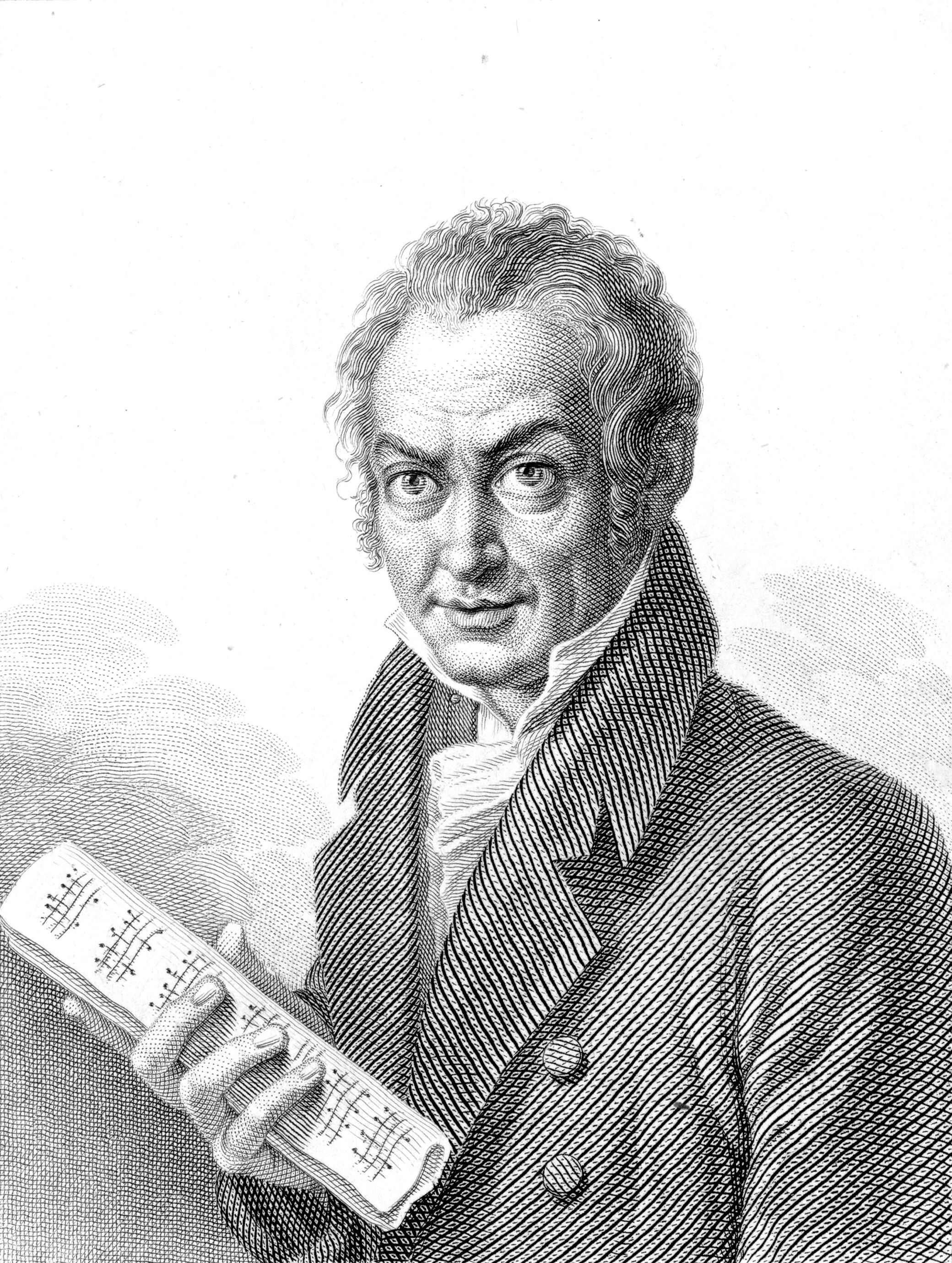
Niccolò Zingarelli

- 16 janvier : Nicolas-François Guillard, librettiste français († 26 décembre 1814).
- 24 janvier : Muzio Clementi, compositeur italien († 10 mars 1832).
- 12 février : Josef Reicha, compositeur et violoncelliste tchèque († 5 mars 1795).
- 20 février : Charles Broche, musicien français († 30 septembre 1803).
- 4 avril : Niccolò Zingarelli, compositeur italien († 5 mai 1837).
- 2 mai : Ludwig August Lebrun, hautboïste et compositeur allemand († 16 décembre 1790).
- 31 mai : John Marsh, compositeur britannique († 31 octobre 1828).
- 17 juillet : Giuseppe Curcio, compositeur italien († 9 août 1832).
- 30 septembre : Justin Heinrich Knecht, compositeur et organiste allemand († 1er décembre 1817).
- 22 octobre : Ambrogio Minoja, compositeur et professeur de chant italien († 3 août 1825).
- 25 novembre : Johann Friedrich Reichardt, compositeur allemand († 27 juin 1814).
- 3 décembre : Georg Friedrich Fuchs, compositeur et chef d'orchestre allemand († 9 octobre 1821).
- 30 décembre : Antonín Kraft, violoncelliste et compositeur tchèque († 20 août 1820).

Date indéterminée
vers 1752
- Isidore Bertheaume, violoniste et compositeur français († 20 mars 1802).

## Décès

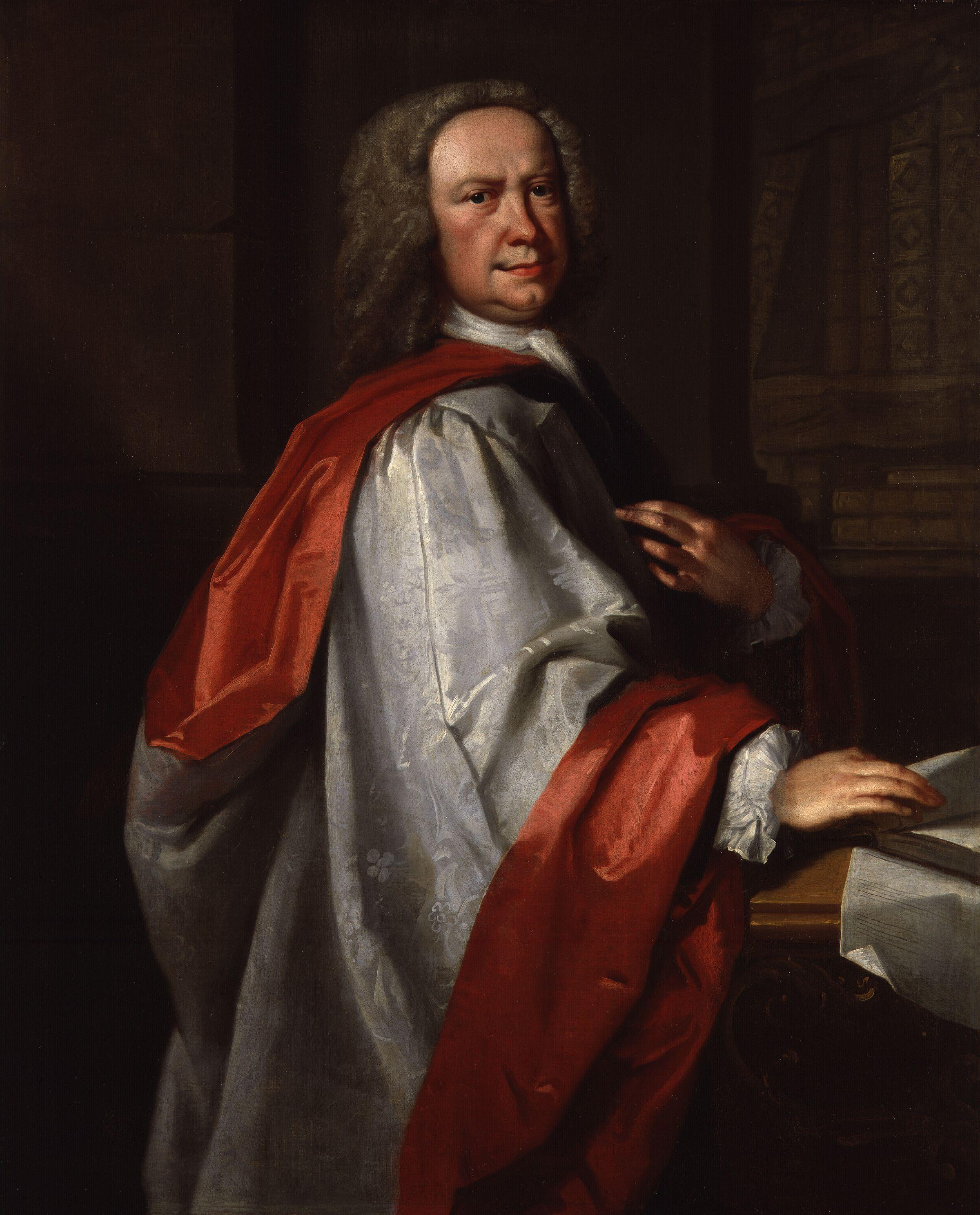
Johann Christoph Pepusch

- 7 mars : Pietro Castrucci, violoniste et compositeur italien (° 1679).
- 20 juillet : Johann Christoph Pepusch, compositeur allemand (° 1667).
- 19 septembre : Louis Fuzelier, auteur dramatique, librettiste, poète, chansonnier et goguettier français (° 1672).

Date indéterminée
- Johann Georg Benda, compositeur tchèque (° 30 août 1714).
- Grazio Braccioli, juriste italien de Ferrare, également librettiste d'opéras (° 1682).
- Agostino Bonaventura Coletti, organiste et compositeur italien (° 1680).